# Бой у Кобылки
Бой у Кобылки (польск. Bitwa pod Kobyłką) — сражение российского корпуса генерал-аншефа А. В. Суворова с арьергардом польских войск генерала Я. Я. Мейена во время восстания Костюшко, произошедший 15 (26) октября 1794 года.

## Перед боем
После поражения под Мацеевицами польская армия под командованием генерала Мокроновского начала отступление на Варшаву. Её преследовал русский корпус генерала Дерфельдена. Кроме того, из Бреста выступил корпус генерала Суворова, который, намереваясь отрезать Мокроновскому дорогу в Варшаву, угрожал польскому левому флангу.
Мокроновский успешно осуществлял отступление своих сил, которые переправил через Буг под Попово. После переправы армия двинулась прямо на Варшаву, а её отступление перед идущим с востока корпусом Суворова прикрывала дивизия генерала Мейена (около 3800 солдат) вместе с дивизией генерала Бышевского (около 1700 солдат). Обе дивизии вечером 25 октября расположились на бивуак у Кобылки.

## Ход боя
В 5:30 утра русский конный авангард бригадира Исаева (конно-егерский полк и казаки), после ночного марша, пройдя через лесное дефиле, атаковал поляков, едва успевшим занять боевой порядок. Прискакавший из главных сил Суворов, заметив неравенство сил, послал приказ поспешить кавалерии. Подкреплённые дополнительными силами генерал-поручика П. С. Потёмкина русские кавалеристы (пехота подошла к месту боя позже) оттеснили польский отряд к лесу. Меньшая часть польского отряда, после обстрела из драгунских пушек была рассеяна и пленена в лесу спешенными драгунами и гусарами при поддержке егерей. 
Большая часть польской пехоты, построившись в колонну, стала отступать по главной дороге на Варшаву (Прагу). Эта часть противника, попытавшаяся занять боевой порядок на лесном холме, была настигнута русскими кавалеристами, которые, спешившись, вместе с егерями атаковали и к 11:00 разбили противника, захватив 6 пушек и много пленных.

## Результаты
Остальные войска Мокроновского смогли дойти до Праги. Вскоре после боя туда прибыли и остатки обеих дивизий Мейена. Мокроновский, несправедливо обвиненный в проигрыше сражения, вскоре после этого подал в отставку. Сам бой интересен тем, что был выигран почти одной кавалерией (также приняли участие два егерских батальона), спешенной для завершающей атаки на пересеченной лесистой местности.